# Liomys adspersus
Liomys adspersus је врста глодара из породице кенгур-пацова (Heteromyidae).

## Распрострањење
Панама је једино познато природно станиште врсте.
Популација ове врсте је стабилна, судећи по доступним подацима.

## Станиште
Врста Liomys adspersus има станиште на копну.

## Угроженост
Ова врста није угрожена, и наведена је као последња брига јер има широко распрострањење.